# Ligne de Mamers à Mortagne-au-Perche
La ligne de Mamers à Mortagne-au-Perche est une ligne de chemin de fer française à écartement standard et à voie unique du département de l'Orne, en région Normandie, et du département de la Sarthe, en région Pays de la Loire, aujourd'hui fermée et déposée.
Elle constitue la ligne 426 000 du réseau ferré national.

## Histoire
La ligne est mise en service entre le 3 janvier 1881 entre Mamers (Sarthe) et Bellême (Orne) et le 16 octobre 1881 entre Bellême et Mortagne-au-Perche par le ministère des Travaux Publics qui l'exploita en régie directe, la compagnie des chemins de fer de l'Ouest n'ayant pas souhaité financer les travaux de la ligne, considérant, limitée par les investissements déjà importants consacrés aux autres lignes, que cette ligne n'apportait pas suffisamment de perspectives financières. Toutefois, le matériel utilisé sur cette ligne était soit loué à ladite compagnie, soit prêté par le Réseau de l'État. La ligne est incorporée au réseau de la Compagnie des chemins de fer de l'Ouest le 1er janvier 1884 par une convention signée entre le ministre des Travaux publics et la compagnie le 17 juillet 1883. Cette convention est approuvée par une loi le 20 novembre suivant.
La ligne est fermée en 1962.